# Уолш, Ник
Ник Уолш (англ. Nick Walsh; род. 30 ноября 1990) — шотландский футбольный судья. Судья ФИФА с 2018 года.

## Карьера
Первый матч Уолш в шотландской профессиональной футбольной лиге в качестве арбитра отработал игру второй шотландской лиги между ФК «Клайд» против «Куинз Парк».
С 2018 года Ник входит в список судей ФИФА и работает на международных футбольных матчах.
В сезоне 2021/22 годов Уолш впервые судил матч Лиги конференций. Также обслуживал матчи Лиги наций, отборочного турнира к чемпионату мира 2022 года в Катаре, работал в товарищеских встречах.
22 мая 2021 года Уолш судил финал Кубка Шотландии 2020/21 годов между «Хиберниан» и «Сент-Джонстон» (0:1).
22 октября 2022 года Уолш судил второй матч шотландской премьер-лиги с помощью видеоассистента арбитра (VAR), в котором «Селтик» обыграл «Хартс» со счетом 4:3.
Уолш был выбран арбитром на финал Кубка Шотландии 2024 года между «Селтиком» и «Рейнджерс». Во время матча Уолш не засчитал гол, забитый «Рейнджерс», из-за явного нарушения правил вратаря «Селтика». Это решение подверглось критике со стороны менеджера «Рейнджерс» Клемента.